# Pe̍h-ōe-jī
Pe̍h-ōe-jī (pronunciato [peʔ˩ ue˩ dzi˨] ; abbreviato in POJ; letteralmente "scrittura vernacolare"; noto anche come romanizzazione della chiesa) è un sistema di romanizzazione utilizzato per la trascrizione di varianti del min meridionale, una lingua o dialetto cinese, in particolare il taiwanese e l'amoy. Sviluppato da missionari occidentali che lavoravano con la diaspora cinese nel Sud-est asiatico durante il XIX secolo e perfezionato da altri missionari che lavoravano a Xiamen e a Tainan, utilizza un alfabeto latino modificato insieme ad alcuni segni diacritici per rappresentare la lingua parlata. Dopo un iniziale successo nel Fujian, il POJ divenne assai diffuso a Taiwan, e a metà del XX secolo vi erano oltre 100.000 persone alfabetizzate in POJ. Una grande quantità di materiale stampato, di natura religiosa e laica, è stato prodotto in questo alfabeto, compreso il primo giornale di Taiwan, il Taiwan Church News.
L'ortografia fu repressa durante l'era giapponese a Taiwan, e affrontò ulteriori ostacoli durante il periodo della legge marziale del Kuomintang. Nel Fujian, l'uso declinò dopo la fondazione della Repubblica Popolare Cinese ed oggi il sistema non vi ha più diffusione generale. L'uso del Pe̍h-ōe-jī è oggi limitato ad alcuni cristiani taiwanesi, discenti non nativi della lingua, e ad alcuni entusiasti di madrelingua a Taiwan. Il pieno supporto informatico nativo arrivò nel 2004, e gli utenti possono ora reperire tipi di carattere, metodi di input ed estesi dizionari in linea. Sistemi di scrittura rivali sono stati sviluppati nel corso del tempo, e c'è un dibattito in corso all'interno del movimento per la madrelingua taiwanese sul sistema da utilizzare. Versioni del Pe̍h-ōe-jī sono state messe a punto per altre lingue, compreso l'hakka e teochew.

## Pe̍h-ōe-jī e Tâi-lô
Insieme alla scrittura moderna, vengono messi degli accenni dalle convenzioni di alcuni autori di dizionari ottocenteschi di dialetti Minnan, utili da consultare in ricerche filologiche. In particolare, il grosso deriva dalla romanizzazione molto complessa di uno dei primissimi dizionari di Minnan, cioè un dizionario di Hokkien scritto e pubblicato da Walter Henry Medhurst nel 1832. La romanizzazione si standardizza dal 1934 in poi. Il primissimo è l'"Arte de la Lengua Chio Chiu" (> Chiõ Chiu? 漳州 ovvero Zhangzhou?) attribuita a Melchior de Mançano (1580-1630?), un missionario dominicano che lavorò nell'isola di Luzon e a Manila. Scritta nel 1620, rappresenta forse una varietà di Hokkien originaria di Fujian e parlata dai cinesi che vivevano fuori da Manila (i Sangley), nelle Filippine, o secondo un'altra ipotesi è una lingua ibrida. La sua romanizzazione assomiglia a quella più tarda di Francisco Varo, l'autore dell'"Arte de la Lengua Mandarina".
Nella colonna accanto, viene messo anche il Tâi-lô. Da un paragone, risulta che il Tâi-lô sia più aderente alla pronuncia rispetto al POJ. A questo si aggiunge il pregio che non utilizza diacritici non tonali e apici, a differenza del POJ.  Oggi, il POJ e il Tâi-lô sono entrambi largamente usati e grossomodo sono testa-a-testa nell'utilizzo. Quanto al resto, il Tai-lo e il POJ sono largamente identici, ragion per cui si indicano solo le differenze in Tâi-lô (in scrittura corrente al computer, si può semplificare in "Tai-lo": i diacritici indicano soltanto l'intonazione della vocale).
| Lettera/digrafo POJ | Differenze Tâi-lô | Trascriz. IPA | Spiegazione |
| ------------------- | ----------------- | ------------- | --- |
| a                   | -                 | /a/           | È una "a" di albero. |
| e                   | -                 | /e/           | È una "e" di elmetto, vocale chiusa. |
| ee, ɛ, e͘            | ee                | /ɛ/           | È una "é" di perché, vocale aperta. Questo suono è presente nel dialetto di Zhangzhou e si romanizza in tre modi (il terzo ha un punto in alto). In Tai-lo, siccome non si usano diacritici vocalici e si usa in toto l'alfabeto latino, è "ee". |
| i                   | -                 | /i/           | È una "i" di piccolo, vocale chiusa. Se a inizio sillaba, non ha sostegni ortografici come in pinyin, ma ha "y" nella trascrizione di Medhurst (e.g. 一 it < yit). |
| o                   | -                 | /o/, /ɤ/, /ə/ | È una "o" di occhio, vocale arrotondata chiusa. Una vocale si dice arrotondata se si pronuncia con le labbra arrotondate in un cerchiolino. Questa pronuncia è presente nei dialetti di Amoy, Zhangzhou, Quanzhou e Taipei (la capitale di Taiwan). In alternativa si pronuncia /ɤ/, cioè lo stesso identico suono ma non arrotondato, cioè tenendo le labbra rilassate. Questo suono è presente nell'Hokkien di Kaohsiung (Gaoxiong, nel sud di Taiwan). A Tainan (Taiwan) e come varietà a Kaohsiung si può sentire una schwa/vocale neutra /ə/, cioè un suono che si ottiene immaginando di declamare le consonanti dell'alfabeto ("a, bi, ci, di, e, effe, gi...") senza il nome per intero ("a, b, c, d, e, f, g..."). Nelle trascrizioni IPA dell'Hokkien, un po' di confusione in primis deriva dal fatto che questa famiglia di dialetti si può trascrivere con l'alfabeto Zhuyin, detto anche "Bopomofo", ma il segnetto utilizzato per trascrivere questi tre suoni è ㄛ, che era designato per indicare sempre e solo la vocale neutra. Di fatto, le prime due pronunce sono diffusissime e di fatto sono quelle principali e che si sentono nella parlata concreta. |
| o͘                   | oo                | /ɔ/           | È una "o" di occhio, arrotondata ma aperta. Douglas modifica la lettera in ɵ͘, mentre Medhurst usa un fuorviante "oe", che oggi ha tutt'altra pronuncia. In Tai-lo si scrive due volte la "o" per togliere il diacritico e indicare una vocale aperta. |
| u                   | -                 | /u/           | È una "u" di ultimo, vocale arrotondata chiusa. |
| n                   | nn                | nasalizzaz.   | È una piccola "n" scritta come apice per indicare la nasalizzazione della vocale. Per nasalizzare le vocali, si rilassa la parte morbida del palato, cioè il velo palatino, in modo che il suono esca attraverso il naso. In IPA, la nasalizzazione si segnala con un tildo sopra la vocale ed è una caratteristica presente pure in francese, portoghese, polacco, hindi, nepali, sanscrito, bengali e dialetto shanghainese. Le combinazioni sono aⁿ /ã/, eⁿ /ẽ/, iⁿ /ĩ/, oⁿ /ɔ̃/ (solo la "o" aperta può essere nasalizzata, quindi conoscendo questo dato di fatto il punto in alto non serve), uⁿ /ũ/. Medhurst scrive la "n" come apice non in fondo, ma appena dopo la consonante e prima della vocale (e.g. kaⁿ < kⁿa) o, se ha un dittongo, appena dopo la semiconsonante (koaⁿ < kwⁿa). In altri casi, Medhurst la scrive come in fondo, ng. In più /ĩ/ viene trascritto come eeng (e.g. 篇 phiⁿ 邊 piⁿ 甜 tiⁿ. Oggi hanno pure una seconda pronuncia in -m, che ricalca quella originale in *-m) tranne se preceduta da semivocale (in tale caso è ing). In Tai-lo si scrive una doppia "n" in fondo per indicare la nasalizzazione. Le combinazioni sono dunque ann, enn, inn, onn (ricorda che solo la "o" aperta è nasalizzata), unn.                                                                  |
| ai                  | -                 | /aɪ/          | È una "ai" di aitante, dittongo con la "i" aperta. Medhurst lo scrive come "ay" e in più aggiunge un altro dittongo, "ae", che oggi rappresenta lo stesso suono; si trova nel dizionario di Medhurst in caratteri come 埃, 臺, 來, 開, 愛, 哀 (in Primo Cinese Medio avevano il dittongo *oj). Nella presentazione dei dittonghi, inserisce 皆 "kae", oggi "kai", mentre in 查 "chay" si può notare la pronuncia in dialetto di Zhangzhou "chêe", cioè con la vocale aperta). |
| au                  | -                 | /aʊ/          | È una "au" di auriga, con la seconda vocale arrotondata aperta. |
| iau                 | -                 | /ɪaʊ/         | È una "iau" di "più aulico", con la vocale finale arrotondata aperta. Medhurst trascrive il trittongo come "ëau". Se la semivocale è a inizio sillaba, Medhurst la trascrive come "Y-" (e.g. 要 yau) (altre volte la trascrive Yë-, e.g. 醃 Yëem, vinica al Primo Cinese Medio; oggi si pronuncia "iam" e in putonghua "yan1"). |
| ia                  | -                 | /ɪa/          | È una "ia" di iato. Medhurst la trascrive come ëa 爹 tia < tëa |
| ian                 | -                 | /ɪɛn/         | È una "ien" di iena, con la "e" aperta, ragion per cui la romanizzazione è uguale al pinyin ma a prima lettura è fuorviante. MacGowan e Douglas scrivono "ien", Mentre Medhurst scrive "ëe", come nella parola 福建 Hok-Këèn e 潮州 Chëang-chew e 龍 lëûng. La "e" con l'umlaut/dieresi/tréma nella romanizzazione di Medhurst indica la semivocale /j/ per creare dittonghi. |
| io                  | -                 | /ɪo/          | È una "io" di sciolto, con la vocale arrotondata chiusa. Medhurst trascrive il dittongo come "ëo" 茄 kiô < këo. |
| iu                  | -                 | /iu/          | È una "iu" di iuta, con la vocale arrotondata chiusa. Medhurst trascrive il dittongo come "ëu", eg. 甘肃 Kam-sëuk. |
| oa                  | ua                | /ua/          | È una "ua" di quaglia, dittongo. Medhurst lo trascrive come "wa". |
| oai                 | uai               | /uai/         | È una "uai" di guai. Medhurst trascrive il trittongo come "wae" 乖 koai < kwae. |
| oe                  | ue                | /ue/          | È una "ue" di questo. Medhurst lo trascrive come "öe", in più öey 罪, 喂, 對. In più, per rimanere in tema di dittonghi e trittonghi oggi spariti, Medhurst registra anche "ey", reperibile in 禮, 低, 批, che oggi hanno /e/ oppure /i/. Tutte queste sillabe avevano il dittongo *ej in Primo Cinese Medio. |
| ui                  | -                 | /ui/          | È una "ui" di quinto. Medhurst lo trascrive come "uy" (in isolamento è "wuy" 威. La prima lettera ricorda vagamente le convenzioni del pinyin, assenti nella trascrizione moderna del Peh-oe-ji). Un dittongo che si nasalizza solo nel dialetto di Zhangzhou è proprio questo, uiⁿ (nel taiwanese muta in -ng). |
| b                   | -                 | /b/           | È una "b" di balena, consonante sonora. Una consonante si dice sonora se il palmo della mano intorno alla gola avverte le vibrazioni delle corde vocali durante la pronuncia. Si paragonino "ffff" e "ssss" con "mmmm" e "vvvv". |
| ch (chi)            | ts (tsi)          | /t͡s/ (/t͡ɕ/)   | È una "z" di zero, consonante sorda. Se davanti alla vocale "i", si palatalizza in "ci" di ciao palatale come in cinese moderno standard, cioè pronunciata con la lingua già in posizione di "gn" di gnomo. Anticamente c'era una differenza ortografica tra "ch" /t͡ɕ/ e "ts" /t͡s/. La differenza non veniva marcata e si usava sempre "ch" (tranne in MacGowan, che usa sempre "ts") ma in due opere la differenza è marcata: Douglas e Campbell. La differenza è rimasta inalterata anche dopo la riedizione di Barclay. Oggi la grafia è unica. |
| chh (chhi)          | tsh (tshi)        | /t͡sʰ/ (/t͡ɕʰ/) | È una "z" di zero, sorda e con aspirazione, cioè accompagnata da uno sbuffo d'aria. Davanti a "i", si palatalizza, sempre mantenendo l'aspirazione. Medhurst la trascrive come "ch'h". |
| g                   | -                 | /g/           | È una "g" di gatto, consonante sonora. |
| h                   | -                 | /h/           | È un'aspirazione sorda come nell'inglese have. |
| j (ji)              | -                 | /d͡z/ (/d͡ʑ/)   | È una "z" di zero, consonante stavolta sonora (si pronuncia sonorizzata di solito nel Norditalia). Davanti alla "i" si palatalizza in una "gi" di gioco palatale, cioè con la lingua già in posizione di "gn" di gnomo. Medhurst lo descrive come la J francese /ʒ/. Questa pronuncia è presente ancora oggi nell'Hokkien di Kaohsiung, in cui è sempre /ʑ/: è cioè una "gi" di gioco palatale e senza contatto tra organi, oppure la J francese pronunciata fortemente palatalizzata. |
| k                   | -                 | /k/           | È una "c" di cane, consonante sorda. |
| kh                  | -                 | /kʰ/          | È una "c" di cane, sorda e con aspirazione sorda. Medhurst la romanizza con "k'h": aggiunge cioè un apostrofo e una "h". Assomiglia vagamente alla romanizzazione Wade-Giles, in cui le aspirate si ottengono mettendo un apostrofo dopo la consonante. |
| -k                  | -                 | -/k̚/          | È uno stop senza rilascio udibile di suono pronunciato in zona velare. Gli stop sono presenti pure in coreano, vietnamita, thailandese, dialetto cantonese e Hakka e, anticamente, erano presenti in Old Chinese e Primo Cinese Medio. Per capire come si pronuncia uno stop, si immagini la parola "pacco": nella pronuncia solita, dopo la /a/ il dorso della lingua si poggia sulla zona tondeggiante del palato e rilascia il suono per poi pronunciare/emettere la /o/. Ebbene, lo stop è un'ostruzione del suono tale per cui la lingua tocca il palato e interrompe la /a/ senza più fare nient'altro. Le combinazioni sono ak, ek (/iɪk/, e.g. 革; in Tai-lo /ɪək̚/) oik /ɔk/, iak, iok /ɪɔk/. Solo una pronuncia è totalmente irregolare, cioè "ek", trascrizione che comunque sembra avvicinarsi di più al Primo Cinese Medio e Old Chinese. Non tutte le combinazioni sono presenti in Tai-lo. |
| l                   | -                 | /l/           | È una "l" di leva, consonante sonora. Dal vocabolario di Medhurst, si nota come la *n- /n/ muti talvolta in /l/, e.g. 寧 lêng, 南 lâm. |
| m, -m               | -                 | /m/           | È una "m" di mano, consonante sonora. Si trova anche a fine sillaba come codina nasale. le combinazioni possibili sono am, iam, im, om /ɔm/. |
| "m"                 | -                 | /m̩/           | È una "m" di mano, sonante. Le sonanti sono consonanti che hanno una valenza di vocale e sono presenti pure in sanscrito, lituano, dialetto cantonese e shanghainese. Per la precisione, nei dialetti cinesi hanno valenza di vocale perché si possono intonare: si pensi alla differenza tra "Mh. Capito.", "Mh?? Cosa??" e "MMMHHH CHE BUOOONOOO!!!". Le sonanti derivano da una caduta di suoni in una sillaba, di cui resta solo una consonante. Le sonanti in più si possono usare dentro una sillaba come se fossero la vocale. In dialetto Hokkien, come anche in sanscrito, si trovano anche con questa funzione. Queste sillabe (consonante +sonante) derivano dalla caduta della vocale in una sillaba avente una codina nasale. La "m" come sonante si riconosce perché è scritta in totale isolamento, può avere i diacritici tonali in alto e ha un trattino in basso nell'IPA. La /m/ come sonante in Hokkien è preceduta solo dall'aspirazione (hḿ). Ma come sonante non ha il colpo di glottide in fondo (vedi avanti). Medhurst trascrive la sonante /m̩/ come Ūm. In Tai-lo, solo la "oo" (dunque la "o" aperta) può avere delle finali come stop o codine nasali, ragion per cui si scrivono tutte con una sola "o". L'unica differenza è lo stacco glottale, in cui c'è differenza tra oh e ooh. |
| n, -n               | -                 | /n/           | È una "n" di nave, consonante sonora. Si trova anche come codina nasale a fine sillaba e le combinazioni possibili sono an, ian, in, un, oan. |
| ng, -ng; "ng"       | -                 | /ŋ/; /ŋ̍/      | È una "ng" di panca, consonante nasale sonora pronunciata con il dorso della lingua contro la zona tondeggiante del palato. Anche questo suono può essere una sonante con entrambe le possibilità di utilizzo e ha un trattino in alto in IPA. Un esempio è 黃 huang2, in Hokken n̂g (dialetto di Zhangzhou: ûiⁿ). Medhurst la trascrive come Wuíng (a cui aggiunge Hông, una terza pronuncia in uso ancora oggi). Si combina con le consonanti in png /pŋ̍/, tng, kng, sng, chng /t͡sŋ̍/, chhng, nng e hng. Un esempio è 酸 suan1, ovvero "sng" (e nel dialetto di Zhangzhou suiⁿ, che Medhurst trascrive come Swing) Come sonante, può pure avere il colpo di glottide, ma si aggiunge solo se preceduta da consonante. Le combinazioni come coda nasale sono ang, eng /iɪŋ/, ong /ɔng/, iong /iɔng/. Dopo "ek", anche la finale "eng" è irregolare. La trascrizione ricorda molto la pronuncia in Primo Cinese Medio e Old Chinese. Medhurst per ng- a inizio parola romanizza "gn"-. In Tai-lo è presente "ing", che si pronuncia come "eng". |
| p                   | -                 | /p/           | È una "p" di palla, consonante sorda. |
| -p                  | -                 | -/p̚/          | È uno stop senza rilascio udibile di suono, stavolta pronunciato serrando entrambe le labbra. Le combinazioni possibili sono ap, iap, ip, op /ɔp/. |
| ph                  | -                 | /pʰ/          | È una "p" di palla, sorda e con aspirazione. Medhurst la latinizza come "p'h". |
| s (si)              | -                 | /s/ (/ɕ/)     | È una "s" di senza, consonante sorda. Davanti alla "i", come in Sudcoreano, si palatalizza in "sci" di scienza palatale, cioè con la lingua già in posizione di "gn" di gnomo. |
| t                   | -                 | /t/           | È una "t" di tavolo, consonante sorda. |
| -t                  | -                 | -/t̚/          | È uno stop senza rilascio udibile di suono pronunciato interrompendo la vocale posizionando la lingua in posizione di /t/. Le combinazioni sono at, iat [iɛt̚] /e.g. 别), it, ut, oat. La finale "iat", regolare, era scritta "iet" da MacGowan, Douglas e nella revisione di Barclay. Medhusrt invece scrive ëet. Ad ogni modo, la latinizzazione attuale è fuorviante. |
| th                  | -                 | /tʰ/          | È una "t" di tavolo sorda e con aspirazione sorda. Medhurst la romanizza con "t'h". |
| -h                  | -                 | -/ʔ/          | È una lettera messa a fine sillaba (vagamente simile allo shanghainese -k/-h/-q a seconda del sistema di romanizzazione) per indicare lo stacco glottale/colpo di glottide, cioè una consonante che si può pensare come un lieve colpetto di tosse pronunciato con una valvola intorno alla gola. Anche le sonanti, pure se precedute da consonante, e le vocali nasalizzate possono avere lo stacco glottale. Quasi ogni vocale e cluster vocalico può avere lo stacco glottale. Solo le finali nasali non hanno il colpo di glottide annesso. Doty lo trascrive con un apostrofo a fine sillaba, mentre Medhurst fonde i due, mettendo cioè un apostrofo e subito dopo la "h" (e.g. ah < a' oppure a'h). Le vocali e dittonghi nasalizzati e con stacco glottale sono (e sono scritte in Peh-oe-ji) ahⁿ, ehⁿ, ohⁿ, iahⁿ, iuhⁿ, oaiⁿ. Da qui si ricava che prima si scrive il colpo di glottide e subito dopo si disambigua che tutto il composto si nasalizza. In Tai-lo avviene il contrario e la grafia è, per esempio, annh. L'ordine è quello più naturale siccome lo stacco glottale è in fondo sia foneticamente che ortograficamente. |

Il Tâi-lô in più usa anche le lettere straniere in prestiti che ritengono la grafia originale e, eventualmente parte della sua pronuncia (che dipende dall'adattamento del prestito o dalla lingua di provenienza): C, D, F, Q, V, W, X, Y, Z. Infine, una -r a fine parola in Tai-lo permette di indicare alcune vocali dialettali (se taiwanesi, sono vocali appartenenti a parlate locali e non a quella generale). Graficamente, il suo utilizzo assomiglia a quello della Erhua/erizzazione/rotacismo in puntonghua. Per la precisione, il Tâi-lô possiede quattro vocali extra (una sola è usata facoltativamente in POJ):
| Vocale/digrafo (Tâi-lô) | IPA  | Spiegazione (Tâi-lô) |
| ----------------------- | ---- | --- |
| ee                      | /ɛ/  | Si pronuncia come una "é" di perché, vocale aperta già menzionata. Le due lettere di fila suggeriscono che è aperta, se si pensa al suono "oo/o +finale" in Tai-lo. |
| ir                      | /ɨ/  | È una vocale alta centrale chiusa, presente pure in russo e romeno. Si può immaginare come una schwa con il dorso della lingua ben sollevato verso l'incavo del palato, oppure si può approssimare pronunciando una comune "i" tenendo una penna in mezzo ai denti, come un cane che tiene un osso tra le fauci. La grafia stessa suggerisce che assomiglia alla lontana a una /i/. |
| er                      | /ə/  | Indica in modo comodo e inequivocabile la vocale neutra schwa. Non ha legami con la sillaba del putonghua "ER", che in Hokkien (e dialetto Yue) viene resa in altro modo (ma che corrisponde in shanghainese). |
| ere                     | /əe/ | Come la grafia stessa suggerisce, è una schwa seguita subito dopo da una /e/, formando un dittongo. |

### Paragoni con il Primo Cinese Medio e l'Old Chinese
L'Hokkien non ha consonanti retroflesse, come avviene anche in shanghainese, cantonese e Hakka (in generale, è una caratteristica tipica dei dialetti meridionali). Sono perse dunque tutte le retroflesse in putonghua e in Primo Cinese Medio, in cui per la prima volta sono apparse a partire perlopiù da cluster dell'Old Chinese.
Ritiene però *-m come il cantonese, tuttavia in dei casi cade e dà luogo a una nasalizzazione (vedi avanti). Ritiene poi i tre stop senza rilascio udibile di suono *-p, *-t e *-k, tranne in dei casi in cui appena dopo la vocale si riducono in degli stacchi glottali (cosa che invece avviene in toto in shanghainese, dialetto di Fuzhou e nelle varietà dialettali settentrionali).
Le palatalizzazioni del cinese moderno standard, influenzato dalla varietà di pronuncia del dialetto di Pechino non sono avvenute, come anche in cantonese (in shanghainese avvengono svariate palatalizzazioni, ma conserva bene molti suoni oggi persi insieme alla distinzione sonora-sorda-sorda aspirata).
Lo stacco glottale in Hokkien non deriva solo da uno stop lenito, ma si trova pure dopo le sonanti e vocali nasalizzate, ma questi due casi non vengono qui trattati.
Le nasalizzazioni in Hokkien avvengono per la caduta della codina nasale in Primo Cinese Medio *-m, *-n e *-ng, ma non avviene in quasi tutte le sillabe, come pure in shanghainese: alcune si nasalizzano e vedono la caduta della codina, ma altre conservano la codina (ma in shanghainese, laddove sono ritenute, danno luogo a un gran numero di assimilazioni, palatalizzazioni e confusioni: il cantonese è molto preciso, mentre l'Hokkien è meno confusionario). Per dare dei veloci esempi, una sillaba con uⁿ è 张 zhang1, con oⁿ è 翁 weng1, con iⁿ è 圆 yuan2, con eⁿ è 生 sheng1, con aⁿ è 衫 shan1 (< *-m; ha pure la versione in -m, che è letteraria ed è conservativa siccome in quella vernacolare avviene la nasalizzazione); o͘  /ɔ/, vocale aperta arrotondata, non ha nasalizzazioni.
Quanto all'odierna sillaba "ER" in putonghua, che corrisponde pure in shanghainese, in Primo Cinese Medio deriva da una sillaba che iniziava con *ny- e finiva con /e, i/. In Old Chinese questo suono non esisteva e deriva da una palatalizzazione di *n- (eventuali cluster consonantici sono poi tutti caduti: il Primo Cinese Medio non ne ha). In Hokkien il suono diventa /d͡ʑ/ (senza contatto tra organi a Kaohsiung; alla lontana, assomiglia alla */z/ del Tardo Coreano Medio, usata proprio per trascrivere e adattare la consonante *ny-). L'esito in Hokkien è identico alle pronunce recenti dei kanji in giapponese (ma nelle pronunce go-on, più antiche, è /nʲ/). In Hokkien, sporadicamente come alternativa in delle varietà di pronuncia si trova /n/, che invece è la pronuncia più antica e conservativa e da cui si può ricostruire proprio *ny-. Alcuni esempi sono: 二 jī, 而 jî 耳 hī (jíⁿ a Zhangzhou e ní a Quanzhou), 爾 ní (jíⁿ s Zhangzhou), 兒 jî (pronuncia di Zhangzhou. Iniziava però in *ng- in Old Chinese, quindi si nota una palatalizzazione in Hokkien e Primo Cinese Medio).
Quanto all'odierna R- in putonghua, deriva anch'essa da *ny- in Primo Cinese Medio, derivata da una palatalizzazione di *n- dall'Old Chinese. a parte le pronunce in cui muta in /l/, per esempio quella di Amoy, Quanzhou e Taipei, in quelle semi-conservative ha nuovamente la variante /d͡ʑ/ (a Kaohsiung senza contatto tra organi): si allinea alle sillabe che oggi sono "ER" e alla soluzione delle pronunce giapponesi successive alla go-on. In casi sporadici in Hokkien è /n/, cioè lo stesso suono dell'Old Chinese). Una carrellata rapida di esempi è: 日 ji̍t (Zhangzhou, Kaohsiung), 入 ji̍p, 如 jî (Zhangzhou) e jû (Kaohsiung), 潤 jūn (Kaohsiung), 人 jîn (Zhangzhou, Kaohsiung), 仁 jîn (Zhangzhou, Kaohsiung), 任 jīm (Zhanghou, Kaohsiung), 然 jiân (Zhangzhou, Kaohsiung), 燃 jiân (Zhangzhou, Kaohsiung), 讓 jiōng (Kaohsiung) e jiāng (Zhangzhou) e straordinariamente niō͘ (Zhangzhou; Tainan a Taiwan), 壤 jióng (Kaohsiung) e jiáng (variante a Zhangzhou e Taiwan; a Taipei più di preciso è lióng), 扔 jêng (Zhangzhou, Kaohsiung), 仍 jiông (Zhangzhou), 軟 nńg (seconda pronuncia a Quanzhou e Amoy) e núi (seconda pronuncia a Zhangzhou), 肉 jio̍k (Zhangzhou, Kaohsiung).
Quanto invece alla /f/ in putonghua, deriva notoriamente dalle bilabiali *bj-, pj-, phj in Primo Cinese Medio, che a loro volta derivano da simili suoni in Old Chinese, in cui non esisteva /f/ (nasce insieme a */v/ durante il Primo Mandarino). Ebbene, le antiche *bj-, pj-, phj- (e simili suoni bilabiali in Old Chinese, non seguiti da semivocale e eventualmente preceduti da un'iniziale blandamente attaccata e poi caduta) in Hokkien si leniscono in /h/ (come in giapponese moderno), ma molti altri caratteri straordinariamente hanno una o più pronunce alternative che hanno la bilabiale sorda /p/ anche con aspirazione. Tutte queste pronunce sono conservative, si avvicinano al coreano e al vietnamita e sono pronunce vernacolari 白 (l'altra in /h/ è letteraria 文. La stessa separazione in lettura bai e wen, con la prima più conservativa, è presente pure in shanghainese). L'Hokkien non ha il suono e lettera /f/, come in putonghua e cantonese. Dalle pronunce vernacolari dei caratteri con doppia pronuncia pertanto si ricostruisce un suono bilabiale. Una carrellata di esempi è: 髮 , hoat; 發 puh / hoa̍t / hoat; 非 hui. 飛 pe / hui / hoe; 反 péng / púiⁿ / pán / páiⁿ / hoán; 凡 hoân / hâm / hoān; 方 hng / png / puiⁿ / hong; 放 hòng / pàng / hàng; 分 pun / hun; 風  hong / hoang; 豐 phong / hong; 否 hóⁿ / hó͘ / hió; 弗 hut; 福 hok; 富 hù / pù.
Quanto alle sillabe che in Primo Cinese Medio iniziavano in *mj- (e *m- in Old Chinese, sporadicamente preceduto da una consonante), mentre in cantonese restano con il suono /m/, in putonghua si sono lenite per poi culminare in /w/ semivocalica per formare un dittongo. In Hokkien, semi-conservativo, si lenisce e modifica in /b/: 未 bē, 味 bī, 晚 boán (pronuncia vernacolare mńg e múi, più conservativa), 亡 bông, 忘 bōng, 望 bāng e bōng, 網 bāng. Anche il giapponese, che ha in dei casi la doppia versione, presenta /b/ (mentre in vietnamita presenta /v/ < */w/); la versione conservativa ritiene /m/. Invece lo shanghainese vernacolare, il coreano, il cantonese e l'Hakka sono conservativi (/m/). Il Teochew, un Minnan che ha un altro sistema di romanizzazione (Peng'im), si comporta in modo analogo agli Hokkien e molto sporadicamente presenta pure /m/, da cui si ricostruisce il suono originale, e.g. 晚 mung2 /muŋ⁵²/, 萬 mog8 /mok̚⁴/ (se usato come cognome), 問 mung7 /muŋ¹¹/, 吻 mug4 /muk̚²/.
Quanto a *ng- in Primo Cinese Medio (deriva dallo stesso suono in Old Chinese/OC o da una /G/ o /q/, cioè una "g" di gatto sonora pronunciata con la radice della lingua contro il velo palatino/la parte morbida del palato, cioè la zona uvulare, e una "c" di cane sorda pronunciata alla stessa maniera e come in arabo moderno), da suono nasale diventa /g/ come in giapponese: conserva in parte la presenza di una occlusiva/plosiva /G/ o /q/ oppure, in molti altri casi, sembra essere un'approssimazione di *ng-, la stessa dei giapponesi. In un numero minore di casi, conserva *ng-, specialmente nella varietà di Zhangzhou: da questa pronuncia si ricostruisce *ng- antico, presente sicuramente in Primo Cinese Medio. Una carrellata rapida di esempi è: 牙 gê (Zhangzhou: gâ. OC *m-ɢˤ<r>a), 芽 gê (Zhangzhou: gâ. OC *m-ɢˤ<r>a), 颜 gân (OC *C.ŋˤrar), 我 góa e alternativa ngó͘ (OC *ŋˤajʔ), 饿 gō (Quanzhou: ngō͘ . OC *ŋˤaj-s), 艾 ngāi (OC *C.ŋˤa[t]-s), 研 gián (Taipei: ngái. OC *[ŋ]ˤe[r]), 鱼 gû (pronuncia alternativa di Amoy. OC *[r.ŋ]a), 玉 gio̍k (Zhangzhou. OC *[ŋ](r)ok), 言 gân (Zhangzhou. OC *ŋa[n], *ŋa[r]), 语 gú (Amoy, Taipei. OC *ŋ(r)aʔ), 牛 ngiû (Zhangzhou. OC *[ŋ]ʷə), 元 goân (OC *[ŋ]o[r]), 原 goân (OC *N-ɢʷar), 月 goa̍t (OC *[ŋ]ʷat), 吴 ngô͘  (OC *ŋʷˤa), 五 (pronuncia alternativa a Zhangzhou e Amoy: ngó͘. OC *C.ŋˤaʔ), 午 ngó͘ (Amoy, Zhangzhou. OC *m-qʰˤaʔ), 瓦 góa (OC *C.ŋʷˤra[j]ʔ), 外 gōa / gōe (OC *[ŋ]ʷˤa[t]-s). In Teochew (è un Minnan, ma non è Hokkien) si trova sia /ŋ/- che /g/- grossomodo in eguale misura (una terza possibilità rara è la mutazione in aspirazione /h/, tale per cui non c'è nessun contatto con organi, a cui si affianca). Anche il Teochew ha la divisione in pronuncia letteraria e vernacolare. Per esempio, 艾 ha hian7 / ngai6 (/hĩã¹¹/, /ŋai³⁵/). La seconda, più conservativa, è quella letteraria (quella vernacolare cioè è meno conservativa). Un altro esempio di pronuncia doppia in base al registro è 我, ua2 / ngo2 (/ua⁵²/, /ŋo⁵²/): la seconda, più conservativa, è sempre quella letteraria, il che lascia presumere una tendenza inversa rispetto allo shanghainese e Hokkien, in cui la pronuncia vernacolare di contro è la più conservativa (tranne nel caso di -m in Hokkien: è letteraria ma conservativa).

### Toni in POJ
I toni sono descritti nella varietà di Amoy (nel paragrafo sotto sono spiegati in Tai-lo). Se si desidera pronunciare i toni, si consiglia di dividere la propria voce in tre registri senza forzarla: registro acuto, medio/mediano e grave. Anche le sillabe che terminano in stop (ritenuto o mutato in uno stacco glottale) hanno due intonazioni (non è cioè un mero tono entrante sfuggito: si dota di un contorno tonale). Degli otto toni originali, due sono confluiti, abbassando il numero a sette. Questi toni sono segnalati perlopiù con diacritici. La cifra permette di sostituire il diacritico con un numero, cosa che avviene anche nella scrittura corrente al computer del pinyin.
| Cifra    | Nome (Medhurst)             | Diacritico                                           | Intonazione (+numeri) | Spiegazione                                                                                      |
| -------- | --------------------------- | ---------------------------------------------------- | --------------------- | ------------------------------------------------------------------------------------------------ |
| 1        | 上平 upper/first even tone  | nessuno                                              | ˥ (5)                 | Piatto e nel registro acuto                                                                      |
| 2        | 上上 o 上声 upper high tone | accento acuto                                        | ˧˥ (35)               | Dal medio, cresce verso l'acuto (e.g. á, ám, í, ó, óng, ún, ái, óe, úi, iáu, iàu, iàt, iàh, oéh) |
| 3        | 上去 upper departing tone   | accento grave                                        | ˧ (3)                 | Piatto e nel registro medio (e.g. à, àn, ìⁿ, òa, àu, ùi)                                         |
| 4        | 上入 upper entering tone    | nessuno +stacco glottale o stop                      | ˥ (5) +p̚/t̚/k̚/ʔ        | Acuto e con stop/stacco glottale (e.g. ap, at, ak, ah)                                           |
| 5        | 下平 lower/second even tone | accento circonflesso                                 | ˨˩ (21)               | Grossomodo, dal medio scende al grave (e.g. â, î, ô͘, iû, ôe, âi, ûn, âng)                        |
| (2) < *6 | (下上 lower high tone)      | (un antico e misterioso tono, che converge con il 2) | (˧˥ (35)) < *[?]      | Oggi, dal medio cresce verso l'acuto. (á) ; (?) < *[vedi sotto la tabella]                       |
| 7        | 下去 lower departing tone   | trattino orizzontale/macron                          | ˨ (2)                 | Grossomodo, piatto e nel registro grave. (e.g. ā, āi, āu, ē, ī, ō)                               |
| 8        | 下入 lower entering tone    | trattino verticale +stacco glottale o stop           | ˨ (2) ++p̚/t̚/k̚/ʔ       | Grossomodo, grave e con stop/stacco glottale. (e.g. a̍p, a̍t, a̍k, a̍h, oa̍h).                        |

Nelle sonanti, il diacritico tonale si scrive direttamente sulla sonante (se la sonante è "ng", che ha due lettere, si scrive sulla lettera che equivale a una consonante nasale, e.g. ng > ǹg. Lo stesso avviene se questa sonante è preceduta da consonante). Medhurst dice di avere usato il circonflesso per il quinto tono siccome il circonflesso al contrario (e.g. ǎ), presente invece nel moderno pinyin, si trovava di rado nei libri.
Quanto al sesto tono, già Medhurst spiega che è identico al secondo e non spiega nulla della sua origine, ma lascia degli indizi molto preziosi per formulare una possibile ricostruzione: infatti riporta il suo nome, 下上 (lower/second high tone). Dal nome, apparentemente indicava un tono crescente 上 che parte dal registro grave 下 per poi risalire (senza arrivare per forza al registro acuto). Toni simili si trovano in cantonese e vietnamita e altre lingue, quindi sono già noti e possibili.

### Toni in Tâi-lô
Per completezza e/o per fare paragoni, si mostrano anche i toni del Tâi-lô. Il contraltare della facilità di scrittura del Tâi-lô è il suo sistema tonale: è diverso da quello del POJ come scrittura, siccome è confusionario anche se usa gli stessi diacritici (forse a causa dell'evoluzione della lingua ma non della trascrizione). In totale ha dieci toni: un tono neutro, otto toni (di cui due confluiti ma ricostruibili da qualche informazione utile nel nome più i soliti due toni entranti) e un tono extra non ufficiale ma che è stato comunque preso in esame insieme alle vocali extra proprio per rendere il sistema completo. Quest'ultimo tono potrebbe derivare dai prestiti stranieri. Anche il Tâi-lô, per evitare i diacritici, ha le cifre come il pinyin. Il tono neutro si indica sempre con il numero 0. Come al solito, la voce va divisa in tre registri basilari senza forzarla: registro acuto, medio/mediano e grave.
| Cifra | Nome tradizionale | Esemplificazione Tâi-lô | Intonazione +numeri | Spiegazione (Tâi-lô) e ricostruzione dal nome tradizionale |
| ----- | ----------------- | ----------------------- | ------------------- | --- |
| 0     | 轻声              | a--                     | - - -               | Corrisponde al tono neutro in Putonghua (nel Guoyu di solito si evita, l'hokkien taiwanese ne possiede uno). Si appoggia tonalmente alla vocale precedente. |
| 1     | 阴平              | a                       | ˦                   | Intonazione piana/piatta grossomodo nel registro acuto. |
| 2     | 阴上              | á                       | ˥˧                  | Intonazione discendente, da acuto a medio (originariamente era il contrario, come indica il nome tradizionale e il diacritico). |
| 3     | 阴去              | à                       | ˨˩                  | Intonazione discendente, da medio a grave. |
| 4     | 阴入              | ap, at, ak, ah          | ˧˨ +p̚/t̚/k̚/ʔ         | Intonazione discendente, da medio a grave +stop senza rilascio udibile di suono o stacco glottale, siccome è un tono entrante. |
| 5     | 阳平              | â                       | ˨˦                  | Intonazione crescente, da medio a acuto (a giudicare dal nome tradizionale, in origine era un tono piatto nel registro grave, con una voce "yang", cioè calda e corposa, non stridula).                                                                                       |
| 6     | 阳上              | ǎ                       | ˧                   | Intonazione piana, registro medio (a giudicare dal nome tradizionale, era un tono crescente che partiva dal registro grave). |
| 7     | 阳去              | ā                       | ˧                   | Intonazione piana, registro medio. Confluisce con il sesto, a sua volta evoluto, e in origine erano due toni distinti e totalmente diversi a giudicare dal nome tradizionale. Il settimo tono, a giudicare dal nome tradizionale, era un tono decrescente nel registro grave. |
| 8     | 阳入              | a̍p, a̍t, a̍k, a̍h          | ˦ o ˧ +p̚/t̚/k̚/ʔ      | Intonazione piatta grossomodo nel registro medio +stop senza rilascio udibile di suono o stacco glottale, siccome è un tono entrante. |
| 9     | - - -             | a̋                       | ˧˥                  | Tono extra trascritto con due grossi trattini sopra la vocale (assomigliano vagamente all'umlaut/dieresi/tréma). Dal registro medio-acuto, cresce verso l'acuto. |